# スウェーデン国立銀行
スウェーデン国立銀行（、典: Sveriges Riksbank）は、スウェーデンの中央銀行である。リクスバンクとも。前身のストックホルム銀行時代にヨーロッパで最初の紙幣を発行した。しかし、リクスバンクは前身事業と完全に独立して創業した。受け継いだのは減価にめげることなく紙幣を発行する執念だった。
1968年、スウェーデン国立銀行の創立300周年を機にノーベル経済学賞が創設された。
同行は2015年2月に量的金融緩和政策をはじめた。約120億USドルの国債を購入する計画である。1月のインフレ率はすでに0.3パーセントにまで落ち込んでおり、デフレに陥る可能性が指摘されていた。
歴代総裁はen:Swedish National Bank#Governorsを参照。

## ストックホルム銀行
前身のストックホルム銀行は、1656年にヨハン・パルムストルックが創設した民営の融資銀行・為替銀行である。同行の設立は、当時のスウェーデン国王カール10世に承認された。私企業でありながら、政府機関として稼動した。パルムストルックを頭取としたが、補佐役の支配人3人枠は、市民・貴族・ストックホルム公使から1人ずつ選ばれた。設立3年後に監査も任命された。
ストックホルム銀行の経営ぶりは初期から近代的であった。融資部門では動産・不動産を担保とする貸付ができた。為替部門では国内に流通していた複数種の通貨を預金できたし、現物の鋳貨を引き出せたし、小切手を振り出して預金を預けたまま譲渡することもできた。預金債権の譲渡が原則禁止される今日の銀行システムとは対照的である。同行は順調に利益を出した。
そして試練が訪れた。国内では銀や銅が不足していた。そこで改鋳が行われた。純銅136kgは従来券面額75dalerで鋳造されていたが、他の金属を混ぜて券面額90dolerに増やすことが決まった。すると、改鋳前後で券面額が同じ銅貨を比べると古い方が銅が多く含まれており、素材価値で勝ることになる。そして、その古い方をストックホルム銀行は大量に預かっていた。融解輸出して利益を得ようと預金者が取り付けに殺到し、銅貨はとけてなくなった。銀貨も似たような目に遭ったかもしれない。
1661年にやむなく、ヨーロッパで最初の紙幣を発行した。誤解がないように断っておくと、これは今日の管理通貨制度下で量的金融緩和政策に伴い増殖するような紙幣に比べれば、それは尊いものであった。信用紙幣といって、要は銀行振り出しの手形であるから鋳貨に兌換できるのである。券面額がきりのよい数字で無利子、加えて弁済期が持参人払いという利便性は、同行に規格化されて紙幣らしいものとなった。これは同じ券面額の銅貨に対し、時としてより高い相場で取引された。同行は紙幣を貸付に用いた。融資の活発化に伴い流通量が増えた。しかし金庫の鋳貨は増えない。準備率が下がり兌換が難しくなった。
1663年秋、デフォルトが公になった。紙幣はどんどん割り引かれた。政府は事態を調査した上で、紙幣を貸しはがして燃やせと命じた。新規の融資もストップした。1667年、パルムストルヒは経営責任を問われ死刑判決を受けたが、執行を免除された。この寛大な措置には理由があるだろう。そもそも事の発端は政府による改鋳であったし、不足していた金属の確保も政治の責任であった。

## 国立諸階級銀行
1668年9月17日、スウェーデン議会において新銀行の設立を認可する法律が制定された。この法律ではストックホルム銀行での失敗を教訓に、新銀行の経営権を議会の監督下に置いた。しかしこの年は絶対王政のスタートでもあったから、国立諸階級銀行 (Riksens Ständers Bank) はストックホルム宮殿に間借りで新設された。ストックホルム銀行の資産・負債・雇用関係の一切を継承せず、認可された日のうちに開業した。
発進力として、政府は王室の流動資産を国立所階級銀行へ預けた。運転資金は預金と利息で賄われた。この体裁を維持するため、不良債権が減価償却されずに簿価のまま記帳されていた。これではやっていけないので、王室保有の大砲を輸出するようなこともやったが、1674年に足を洗った。また、開業時に同行へ移管された王立造幣局から鋳造益を得ていた。貸付は物的担保によるものだけであった。責任財産のある王室はお得意様であった。スコーネ戦争では王室の都合に振り回された。
理事は6人であった。1668年から1681年、1698年から1747年は、貴族・聖職者・市民の各階級から2人ずつ選ばれた。1691年から1698年の期間だけは各階級から1人ずつしか選ばれず3人だけだった。また、1672年に議会が開かれてからは、同行を監督する委員会も3階級から選出されるようになった。しかし、理事は委員を兼ねていたので監督は不行き届きであった。
紙幣の発行は認可法で禁じられていたが、需要のあまり銀行内部の証書が紙幣のように流通してしまった。具体的には預金者の申請を局長が認めた小切手、出納局長が発行した預金証書、経理局長が出納局長に宛てた為替証書である。1701年、流通阻止のため移転紙幣が導入された。これは不便だった。預金が銀貨で100daler以上でないと発行されなかった上、譲渡には裏書が必要だった。証書の流通は止まらなかった。
業態はストックホルム銀行のように融資部門と為替部門に分かれていた。融資部門は6週間前の予告を必要とする利息付6か月定期預金を受け入れた。預金証書は貸付の担保に利用された。為替部門は、当座勘定に無利子預金を受け入れた。これは貸し出せないことになっていた。証書の流通が阻止できなかったので、1691年に融資部門は預金の取扱いを停止した。資金は為替部門の無利子預金へ向かった。利益が減って、理事会を開き、無利子預金を貸し出しに回した。

## 自由の時代
1697年に火災で宮殿が崩壊した。融資部門の預金受け入れが再開されて資金が余った。しかし、ポルタヴァの戦いで国が敗れ、取り付けが起こった。預金者は支払いを拒否された。王室から貸しはがすことはできなかったからである。デフォルトは断続的に起きた。
1718年にカール12世の絶対王政が終わり、やがてフレドリク1世のヘッセン王朝に代わられた。融資部門は完全営業停止になった。為替部門だけが事実上業務を再開した。移転紙幣は、1722年に発行要件が銅貨50dalerに引き下げられ、加えて1726年に議会が法定通貨として宣言したので広く用いられるようになった。もっとも、人々は裏書せずにそれを使った。
1738年から1739年の議会で、重商主義を擁するハッタナ党が政権を握った。議会の圧力により貸し出しを増やしたが、ストックホルム銀行時代のように準備率低下を市場に嗅ぎ取られて割り引かれた。ハッタナ党戦争では王室にも貸さなければならなかった。信用回復のため、2段階で小額の移転紙幣を発行して人々が銅に兌換しやすいようにした。dalerで1743年は36と24、1745年には12と9と6の固定券面額で発行開始。慣習が法を曲げて裏書も要らなくなった。もっとも兌換は制限された。理事会は準備率を上げようと融資部門の預金業務を再開させたが、再び七年戦争で分母が大きくなってしまった。
1747年、偽造防止のために銀行券印刷所がストックホルム郊外のトゥンバに設立され、1759年から運転を開始した。現在はTumba Brukの建物の中にあり、造幣を続けている。
1765年から1766年の議会で政権を握ったメッソナ党は緊縮政策を主張した。

## 政府紙幣と固定割引
グスタフ3世によるクーデターの後、銀行の経営は諸階級の手を離れ、財務大臣に指揮されるようになった。貸出業務は重く見られなくなり、為替業務が主体となった。1776年末に大臣は兌換システムを変えた。つまり、翌年から銀兌換とするが、それまでに兌換できた銅の価値に比して半分に留めるとした。1779年には最低準備率75％が法定された。この年の議会で、上位3階級から3年ごとに選ばれる監査役が同行の健全性を調べることに決まった。
第一次ロシア・スウェーデン戦争が起きても貸出は極少であった。議会は国債庁を新設して国債を発行させたが、ほどなく無利子の政府紙幣に化けた。それだけに広く用いられたが、不換紙幣であるために銀貨や兌換券に対しては必ず割り引かれた。この兌換券に不換紙幣の混ざった経済は大いに混乱した。そこで諸階級銀行は政府紙幣をdalerにして一律2/3に減じ兌換券に替えた。固定割引率は政府紙幣の出るたびに適用された。
第二次ロシア・スウェーデン戦争でも貸出限度を設けたが、ついに兌換停止に陥った。1830年に兌換システムが変更された。銀行券はdalerにして3/8に割り引いて銀貨に兌換することになり、4年後に実施された。なお、ここまでの歴史で割引が何度も行われているが、割引政策による為替相場への影響はいまだ知られていなかった。
1824年に諸階級銀行は最初の支店を開設し、まもなくスウェーデンの全ての県に支店が設置された。
1830年代に民間銀行制度が整った。闇で営まれていた商業銀行が認められたのであるが、準備率の分子に自己保有の銀貨に加えて諸階級銀行への預金も組み入れてよいという制度でもあったので、諸階級銀行は「準備金」を集める立場となった。

## 唯一の発券銀行へ
1866年の議会改革によって王国の4階級が廃止された。また、議会に上院と下院が設けられた。翌年から議会によって国立諸階級銀行はスウェーデン国立銀行 (Sveriges Riksbank) と改称された。
1873年、スウェーデンは隣国のデンマークとともに、金を基礎とするスカンディナヴィア通貨同盟を結成した。1875年にはノルウェーもスカンディナヴィア通貨同盟に参加した。スカンディナヴィア通貨同盟は共通の通貨単位としてクローナを導入し、諸外国に対して統一的な為替レートを設定した。
1879年、民間発行の手形が割引されるようになった。また、国立銀行の一般企業向け貸出が廃止された。
1896年、手形交換制度ができた。
1897年、スウェーデン国立銀行は立法により通貨の独占発行権を獲得した。6年後には民間銀行の発券が停止された。こうしてスウェーデン国立銀行は中央銀行としての役割を果たすようになった。このような1890年代、国立銀行は預金を制限しながらなお全銀行の貸出総額の約15％を占めた。民間銀行も借りたが、主な融資先はヴァレンベリ家を代表とする大企業であった。
1899年、手形交換制度が国立銀行に運営されることに決まった。
1906年10月、国立銀行はHelgeandsholmenの建物へ移転した。
第一次世界大戦に伴う取り付けは、勅令を発し通知まで支払い停止にした。1916年から1920年まで兌換に応じたが再び停止。1924年には一転して金解禁の上、金の輸入禁止という余裕を見せた。
1931年9月、世界恐慌の影響から国立銀行は兌換義務を免除された。このときに金輸出が再び禁止された。免除は1975年に管理通貨制度へ移行するまで毎年更新され続けた。
1976年4月、国会議事堂拡張のため、現在のビルに移転した。
1992年、クローナ暴落。カナダ銀行に指導を受けて、為替相場の変動とインフレターゲットに基づいた金融政策を構築した。世界恐慌以来の深刻な事態はスウェーデン銀行救済という用語で歴史に刻まれた。